# Монастырское сельское поселение (Татарстан)
Монастырское се́льское поселе́ние — муниципальное образование в Тетюшском районе Татарстана Российской Федерации.
Административный центр — село Монастырское.

## История
Статус и границы сельского поселения установлены Законом Республики Татарстан от 31 января 2005 года № 41-ЗРТ «Об установлении границ территорий и статусе муниципального образования "Тетюшский муниципальный район" и муниципальных образований в его составе».

## Население
| 2010 | 2011 | 2012 | 2013 | 2014 | 2015 | 2016 |
| ---- | ---- | ---- | ---- | ---- | ---- | ---- |
| 443  | ↘439 | ↘425 | ↘417 | ↗537 | ↘521 | ↘520 |
| 2017 | 2018 |      |      |      |      |      |
| ↘509 | ↘489 |      |      |      |      |      |

## Состав сельского поселения
| № | Населённый пункт | Тип населённого пункта       | Население |
| - | ---------------- | ---------------------------- | --------- |
| 1 | Баймат           | деревня                      |           |
| 2 | Долгая Поляна    | деревня                      | ↗17       |
| 3 | Ильинское        | деревня                      |           |
| 4 | Лаптевка         | село                         |           |
| 5 | Монастырское     | село, административный центр |           |